# 가회동 한씨 가옥
가회동한씨가옥(嘉會洞韓氏家屋)는 1920년대에 지어진 개량 한옥이다. 1977년 3월 17일 서울특별시의 민속문화재 제14호로 지정되었다.

## 개요
북촌 한옥마을 근처 재동초등학교 북쪽 뒤에 위치하고 있으며, 현재 재단법인 연강학술재단에서 관리하고 있다. 1977년 3월 17일 지정되었다. 가회동 산업은행관리가로 알려져 있기도 하다.
일제 강점기에 이 집의 소유주는 한상룡이었던 것으로 알려져 있다.
조선시대의 사대부 전통가옥 형식을 바탕으로 서양과 일본식 생활의 영향을 받은 평면 구성을 한 점, 사랑채와 안채를 복도로 연결하여 한 채로 처리한 점, 포치와 현관을 설치한 점, 서양식의 '用(용)'자형 유리창문을 만든 점 등에서 당시 부유층의 가치관을 보여주는 점에서 주목된다.

## 구조
이 가옥은 행랑채와 본채가 단을 달리하며 분리되어 구성되어 있고, 행랑채와 본채 사이, 그리고 본채 동쪽에는 정원이 조성되어 있으며, 일부 부속채는 망실되었다. 대지의 서쪽에 남북으로 길게 자리잡은 행랑채는 대문간을 중심으로 북쪽으로 방ㆍ부엌ㆍ방이 차례로 자리잡았고, 그 끝에서 다시 동쪽으로 꺾여 나와 대청마루와 방이 있다. 대문간 남쪽으로는 2칸 크기의 방ㆍ부엌ㆍ방이 차례로 놓여 있는데, 각 방에는 쪽마루가 설치되었다.
본채는 안채와 사랑채가 한 채로 이루어져 있는데, 사랑채 북쪽과 안채 전면에 동서 방향으로 길게 난 복도로 이어져 있다. 사랑채에는 서쪽으로 돌출한 포치(porch)와 한 칸 현관 홀이 있고, 홀 북쪽으로는 객실로 사용한 2칸 크기의 방이 있으며, 남쪽으로는 4칸 규모의 사랑대청이 있다. 현관 홀과 포치를 설치한 것은 전통가옥이 조선 말기를 지나 일제강점기를 거치며 '개량식' 한옥으로 변모하는 과정을 보여준다.
사랑채의 서남쪽에 위치한 사랑대청에서는 서쪽과 남쪽으로 조성된 정원을 전망할 수 있다. 사랑대청 오른쪽에는 정면 2칸 크기의 사랑 큰방이 있고, 이 방에서 남쪽으로 꺾여 나와 다시 사랑 작은방이 놓이며 전체적으로 'ㄱ'자 평면을 형성하였다. 안채는 남향한 정면 2칸 안대청을 중심으로 그 서쪽에 정면 2칸 크기의 방이 있고, 거기서 북쪽으로 꺾여나가 2칸 규모의 방이 자리잡고 있다. 안대청 동쪽으로는 정면 3칸 크기의 안방을 두었고, 그 동남쪽과 북쪽에 각각 방이 있고, 북쪽의 방에서 동쪽으로 꺾이며 부엌을 두었으며, 부엌 동쪽에 2칸 규모의 찬마루가 있다. 이 가옥의 모든 실(室)의 외부에는 쪽마루를 달아 처마 아래로 동선이 서로 연결되도록 하였고, 부엌 북쪽에는 외부로 통하는 출입문을 두었다. 안채 동북쪽 뒤에는 방 다섯이 있는 부속채가 있는데, 정면 5칸, 측면 1칸 규모이다.
사랑채와 안채의 기단은 모두 높은 장대석으로 2단 쌓았고, 그 위에 사다리꼴 모양의 주춧돌을 놓아 사각기둥을 세웠다. 기둥은 사각기둥(21cm)에 모를 접었고, 흘림이 약간 있으며, 높이는 약 270cm이다. 처마는 사랑채와 안채 전면은 겹처마이고, 측면과 후면은 홑처마이며, 지붕은 망와를 올린 팔작지붕이다.
사랑채 가구(架構)는 1고주 5량으로, 전면 평주와 고주 사이에 툇보를, 고주와 후면 평주 사이에 대들보를 걸었고, 중보 위에는 판대공을 세워 종도리를 받치고 있다. 처마도리와 중도리는 납도리이나, 종도리는 굴도리이며, 그 밑은 장혀로 받치고 소로받침으로 뜬창방 위에 놓았다. 처마도리는 장혀로 받쳤고, 안방 위는 소로로 수장하여 장혀를 받쳤다.
안채는 무고주 5량으로, 전후 평주 위에 긴 대들보를 걸었고, 그 위의 동자기둥 위에 중보를 걸어 판대공을 놓아 종도리를 받치고 있다. 사랑대청은 널마루· 우물반자이고, 안대청은 우물마루ㆍ연등천장이다.
지붕은 사랑대청·사랑 작은방·안채 작은방·부엌간 등 곳곳에 합각을 만든 팔작지붕인데, 복잡한 평면을 따라 지붕골도 복잡하게 이루어졌다. 합각 벽은 회색 벽돌과 붉은 벽돌로 길상(吉祥) 문양으로 화려하게 꾸몄다.

## 같이 보기
- 북촌 한옥마을

## 참고자료
- 가회동 한씨 가옥 - 국가유산청 국가유산포털

 본 문서에는 서울특별시에서 지식공유 프로젝트를 통해 퍼블릭 도메인으로 공개한 저작물을 기초로 작성된 내용이 포함되어 있습니다.